# Кайзер (кратер)
Кайзер — це кратер, розташований у квадранглі Noachis планети Марс, за координатами 46,6° пд. ш. та 340,9° зх. д. Його ширина становить 201 км, а названий він був на честь Фредеріка Кайзера, голландського астронома (1808–1872).

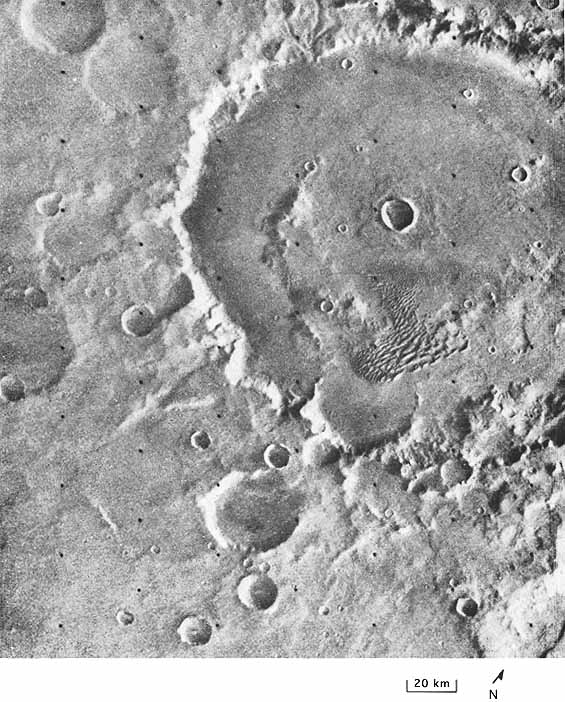
Знімок кратера Кайзер, виконаний орбітальним апаратом «Вікінг»
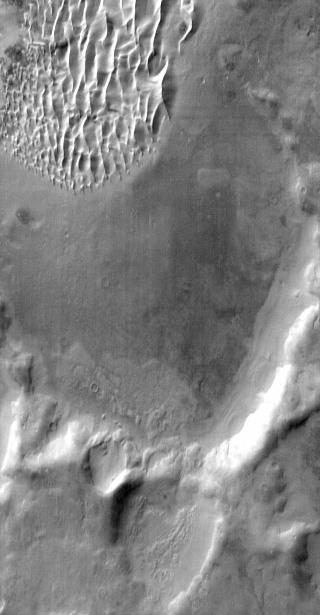
Деталі південної стіни кратера Кайзер, знімок виконано при денному світлі, в інфрачервоному діапазоні, приладом Thermal Emission Imaging System на борту космічного апарата 2001 Mars Odyssey.
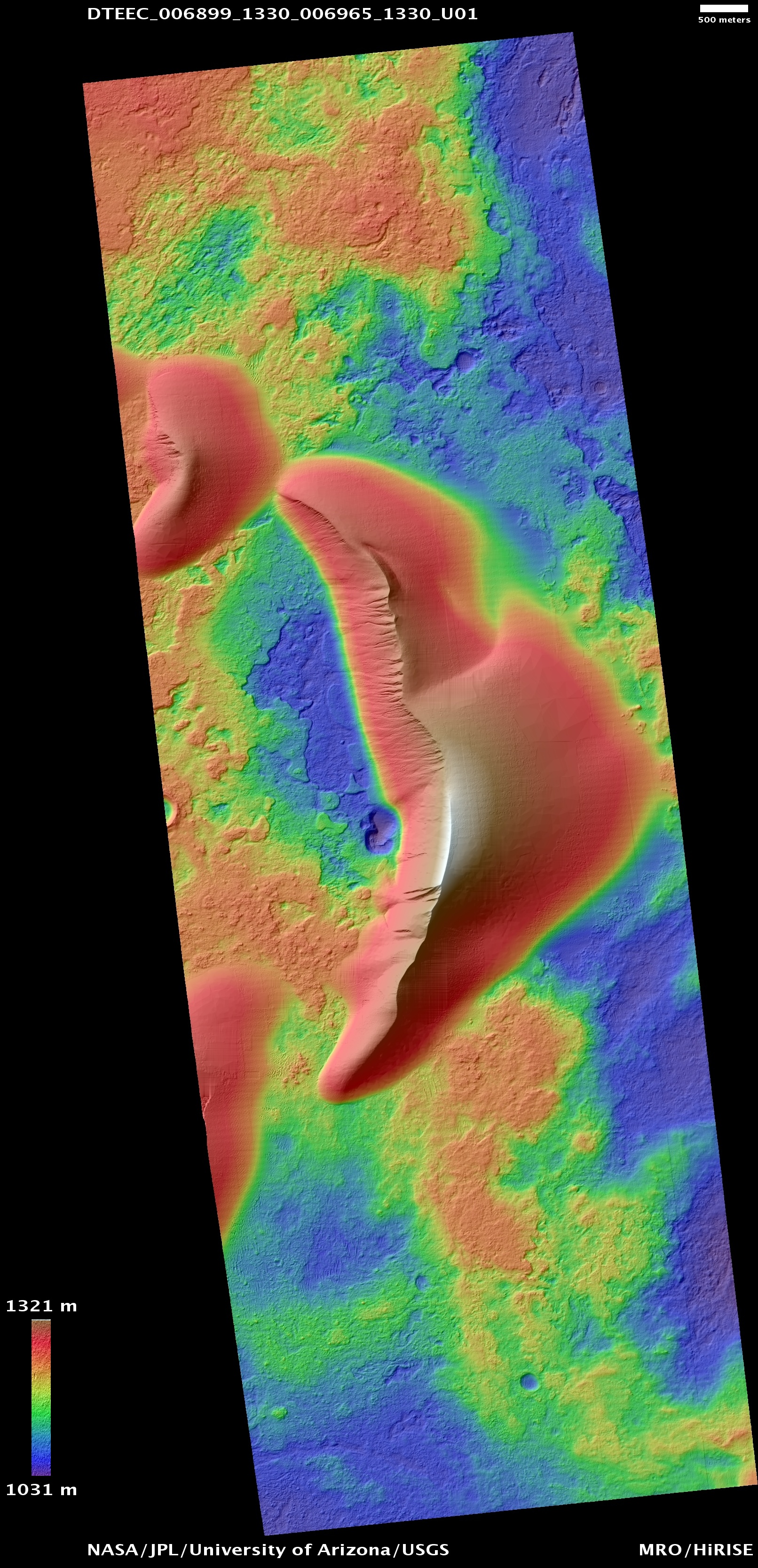
Цифрова модель рельєфу барханової дюни у кратері Кайзер, яка демонструє ознаки піщаної лавини на одному зі схилів дюни.